# Jemma Lowe
Jemma Lowe, född 31 mars 1990, är en brittisk tidigare fjärilsimmerska och brittisk rekordhållare i simning. 
Lowe föddes i Hartlepool och  studerade på University of Florida i Gainesville där hon sam för Florida Gators swimming and diving. Lowe tävlade för Storbritannien vid de olympiska spelen 2008 i Peking. Hon deltog i 100 och 200 meter fjärilsim, och 4×100 meter medley.